# Дом греческого Александровского училища
Дом греческого Александровского училища — памятник архитектуры местного значения в Нежине. Сейчас здание частично занято офисами.

## История
Изначально был внесён в «список памятников архитектуры вновь выявленных» под названием Греческое Александровское училище.
Приказом Министерства культуры и туризма от 21.12.2012 № 1566 присвоен статус памятник архитектуры местного значения с охранным № 10023-Чр под названием Дом греческого Александровского училища.

## Описание
В 1814 году (по другим данным в 1817 году), путём реорганизации «Нежинской греческой школы» (улица Гребёнки, дома №№ 18, 20), было создано «Нежинское Александровское греческое училище». Располагалось в собственном каменном здании, которое в 1810 году было пожертвовано Нежинским греческим братством. Дом состоял из 18 комнат, 8 из которых занимали классы и библиотека. После того как в 1872 году греческое братство перестало существовать количество учеником существенно сократилось. Имело три класса. В 1915 году было 108 учеников. В 1919 году было ликвидировано.
Каменный, одноэтажный, П-образный в плане дом.
В 1944 году здесь (дом № 24) на базе мастерских индивидуального пошива была создана Нежинская швейная фабрика. До 1947 года в ее составе было обувное производство массового пошива. В 1952 году фабрика была переведена на изготовление одежды для детей дошкольного возраста. В 1951-1955 годы проведена реконструкция производственных помещений. В 1989 году на фабрике работало 486 человек. Фабрика специализировалась на изготовлении детских шерстяных пальто для мальчиков ясельного, дошкольного и младшего школьного возраста и пальто для девочек из искусственного меха на трикотажной основе.